# أنطون جاميسون
أنطون جاميسون (بالإنجليزية: Antawn Jamison) مواليد 12 يونيو 1976، هو لاعب كرة سلة أمريكي. يبلغ طوله 6 قدم 9 بوصة (2.1 م).

## فرق لعب لها
- غولدن ستايت ووريورز
- دالاس مافيريكس
- واشنطن ويزاردز
- كليفلاند كافالييرز
- لوس أنجلوس ليكرز
- لوس أنجلوس كليبرز

## الميداليات
| الميدالية | المسابقة                         |
| --------- | -------------------------------- |
| برونزية   | بطولة كأس العالم لكرة السلة 2006 |

## روابط خارجية
- أنطون جاميسون على موقع الاتحاد الدولي لكرة السلة (الإنجليزية)
- أنطون جاميسون على موقع إن بي أي (الإنجليزية)
- أنطون جاميسون على موقع سبورتس رفرنس (الإنجليزية)
- أنطون جاميسون على موقع كرة السلة الأوروبية.كوم (الإنجليزية)
- أنطون جاميسون على موقع كلية كرة السلة في سبورتس رفرنس.كوم (الإنجليزية)
- أنطون جاميسون على موقع ريلجم (الإنجليزية)
- أنطون جاميسون على موقع بروبوليرز (الإنجليزية)
- أنطون جاميسون على موقع قاعة كارولاينا الشمالية للمشاهير الرياضية (الإنجليزية)